# Praeconvoluta minor
Praeconvoluta minor är en plattmaskart som beskrevs av Faubel 1974. Praeconvoluta minor ingår i släktet Praeconvoluta och familjen Isodiametridae. Inga underarter finns listade i Catalogue of Life.